# Nordenskiöld-Land
Nordenskiöld-Land ist eine Halbinsel auf Spitzbergen. Sie umfasst den zentralen Teil der Insel zwischen dem Isfjorden und Bellsund/Van Mijenfjorden. An der Nordküste der Halbinsel liegen die größten bewohnten Orte Spitzbergens, nämlich Longyearbyen und Barentsburg. An ihrem nordwestlichsten Kap Kapp Linné liegt Isfjord Radio. Die Minensiedlung Sveagruva liegt an der Südostküste. Die ganze, an das Nordpolarmeer grenzende Westküste wird von einem flachen und breiten Küstenstreifen namens Nordenskiöldkysten (Nordenskiöld-Küste) eingenommen. Die südliche Hälfte der Halbinsel wird vom Nordenskiöld-Land-Nationalpark eingenommen. Im Nordosten hat die Halbinsel noch Anteil am Sassen-Bünsow-Land-Nationalpark. Südlich des Van Mijenfjorden schließt sich die Halbinsel Nathorst-Land an.
Der Name taucht in den Karten und Publikationen von Gerard De Geer (1896 und 1900) sowie von Gunnar Isachsen (1915) auf und ist eine Hommage an Adolf Erik Nordenskiöld.